# Royal National Park
Royal National Park (z ang. „Królewski Park Narodowy”) – park narodowy w hrabstwie Sutherland, w australijskim stanie Nowa Południowa Walia, około 29 km na południe od centrum Sydney.
Jest drugim najstarszym parkiem narodowym na świecie, po Parku Narodowym Yellowstone, w Stanach Zjednoczonych, utworzonym w 1872. Park został założony 26 kwietnia 1879 przez Johna Robertsona, Premiera Nowej Południowej Walii. Park nazwany został początkowo National Park (dosł. „Park Narodowy”). Obecną nazwę otrzymał w 1955, po wizycie królowej Elżbiety II, która miała miejsce rok wcześniej.
Park znajduje się na Australijskiej Liście Dziedzictwa Narodowego od grudnia 2006 roku.

## Ogólny przegląd
W parku znajdują się trzy osiedla: Audley, Maianbar oraz Bundeena. W przeszłości z centrum Sydney łączyła je linia kolejowa, którą podczas swojej wizyty w 1954 podróżowała królowa Elżbieta, ale od tamtego czasu została zamknięta, a park z resztą Sydney łączy droga oraz połączenia autobusowe.
W parku znajduje się wiele ścieżek rowerowych oraz szlaków dla pieszych, tak samo jak miejsc piknikowych i kempingowych. Ponad 100 kilometrów szlaków dla pieszych jest dostępnych dla turystów, jazda na rowerze jest możliwa, jednak na ograniczonym obszarze.
Park przez swój okres istnienia padł ofiarą wielu pożarów, największe z nich wybuchały w 1939, 1994 oraz w Boże Narodzenie 2001.

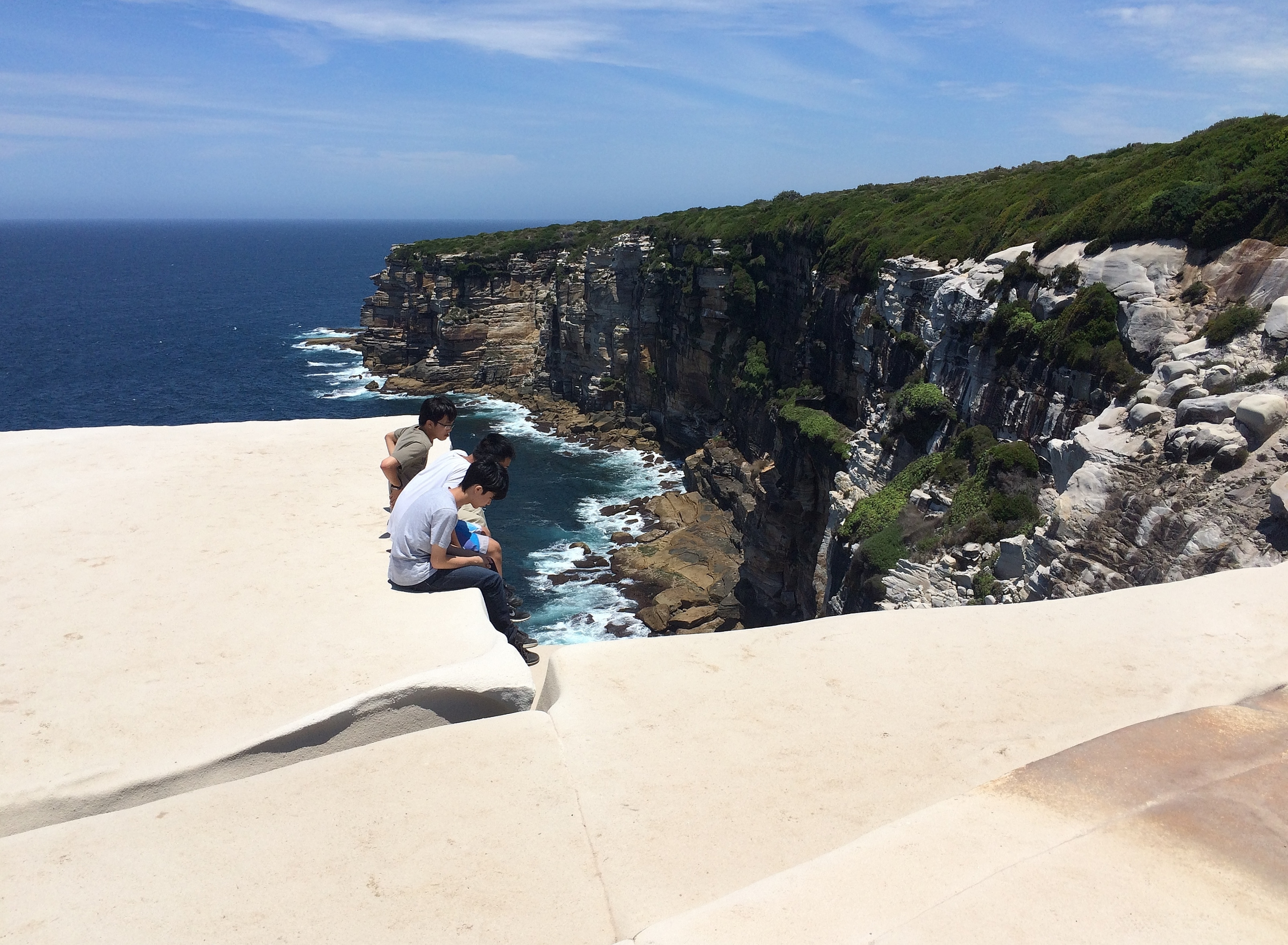
Większość krajobrazu parku stanowią wybrzeża zdominowane przez wysokie klify, między innymi Wedding Cake Rock, z którego zostało zrobione zdjęcie

## Najważniejsze punkty

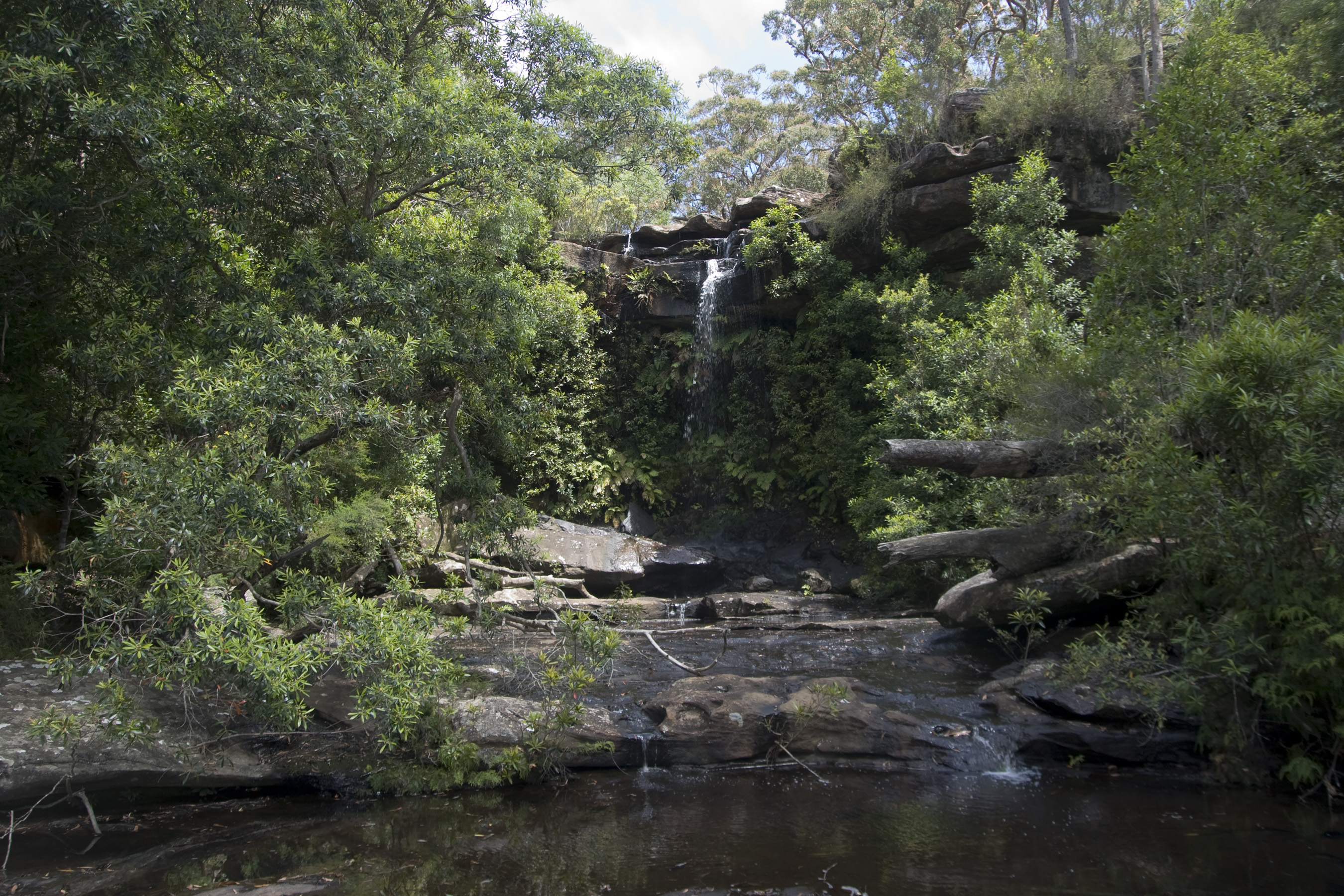
Wodospad National Falls.
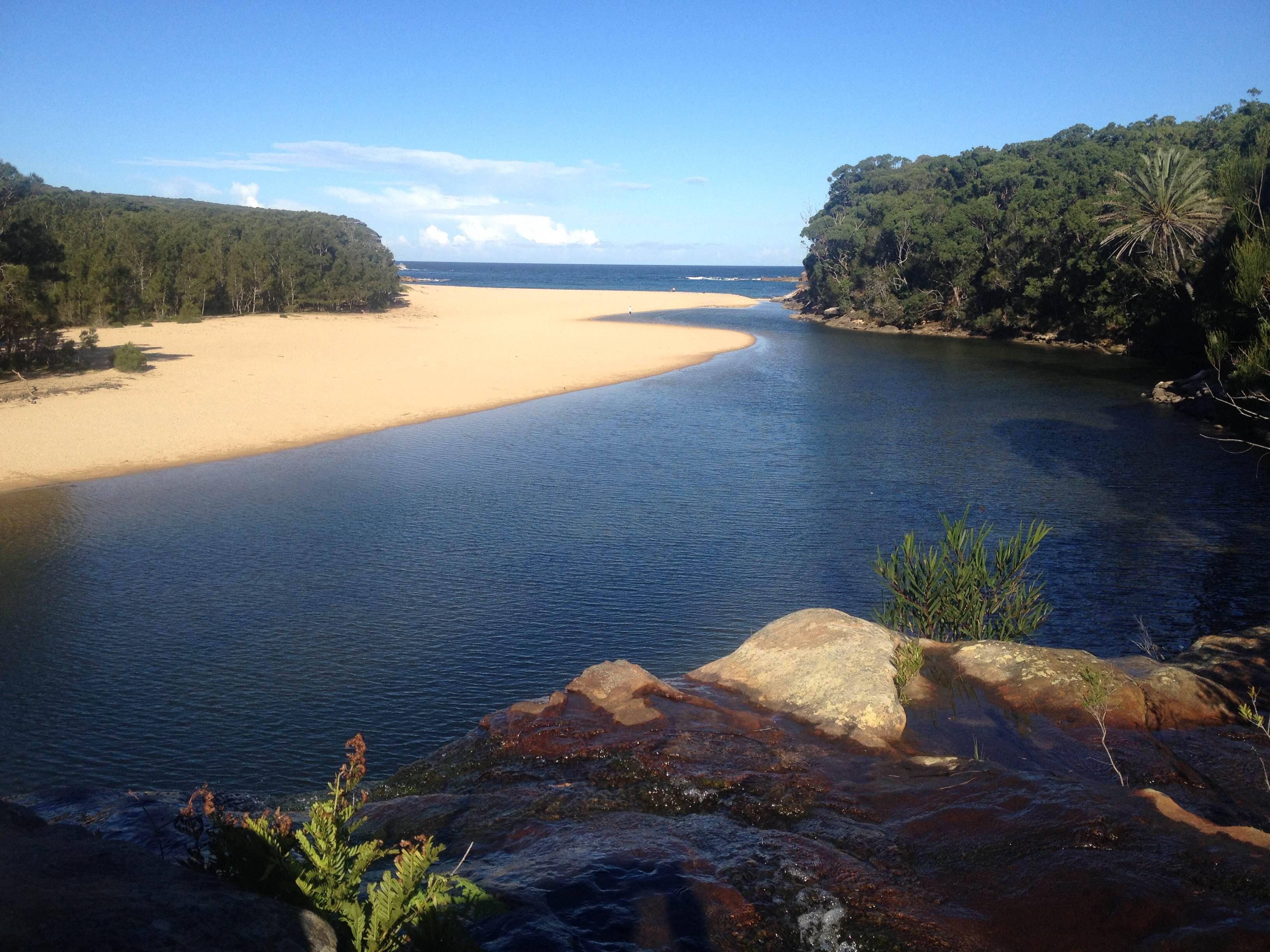
Laguna Wattamolla jest jedną z najbardziej popularnych atrakcji parku.
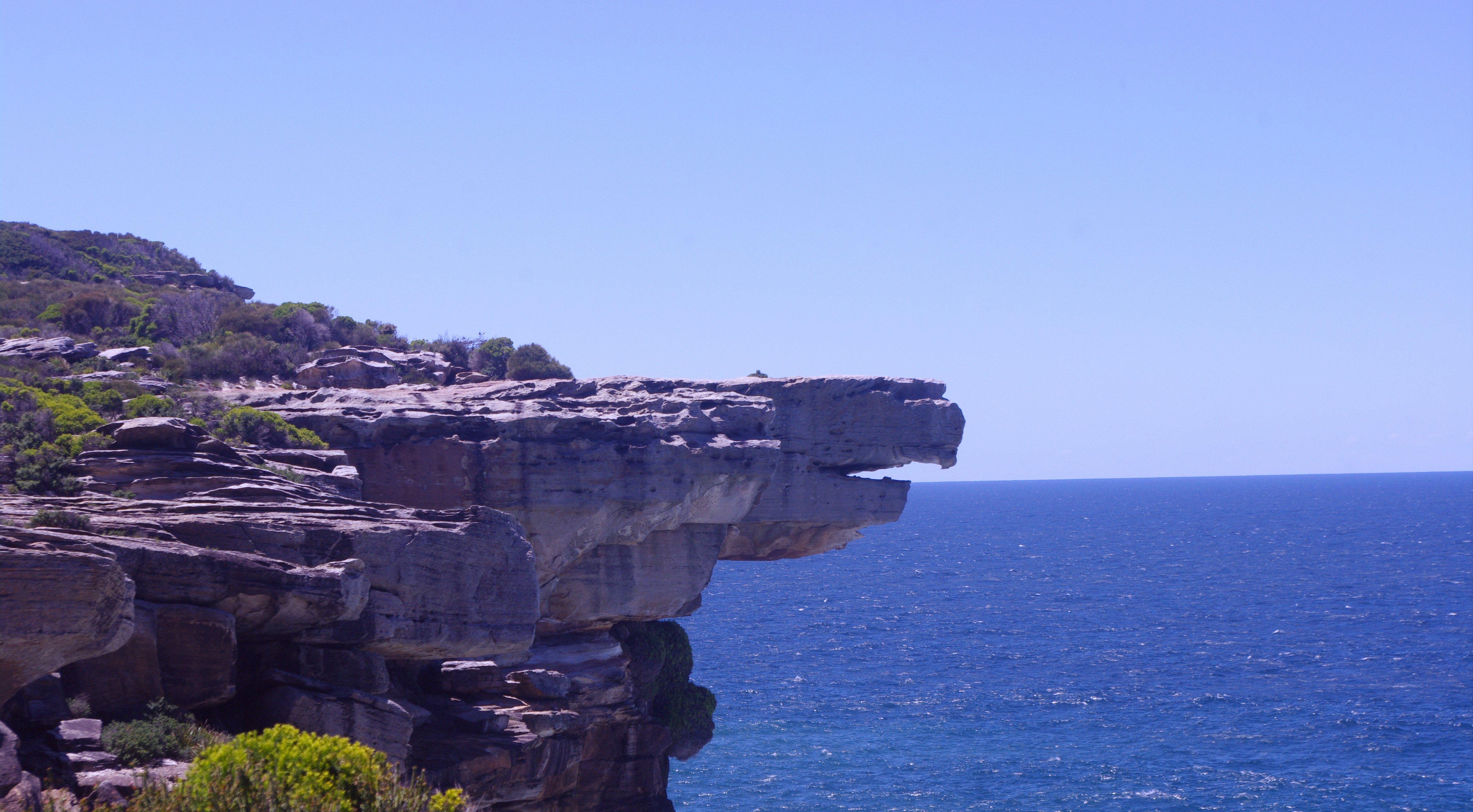
Eagle Rock (Orla Skała) widziana z głównej drogi przejazdowej.
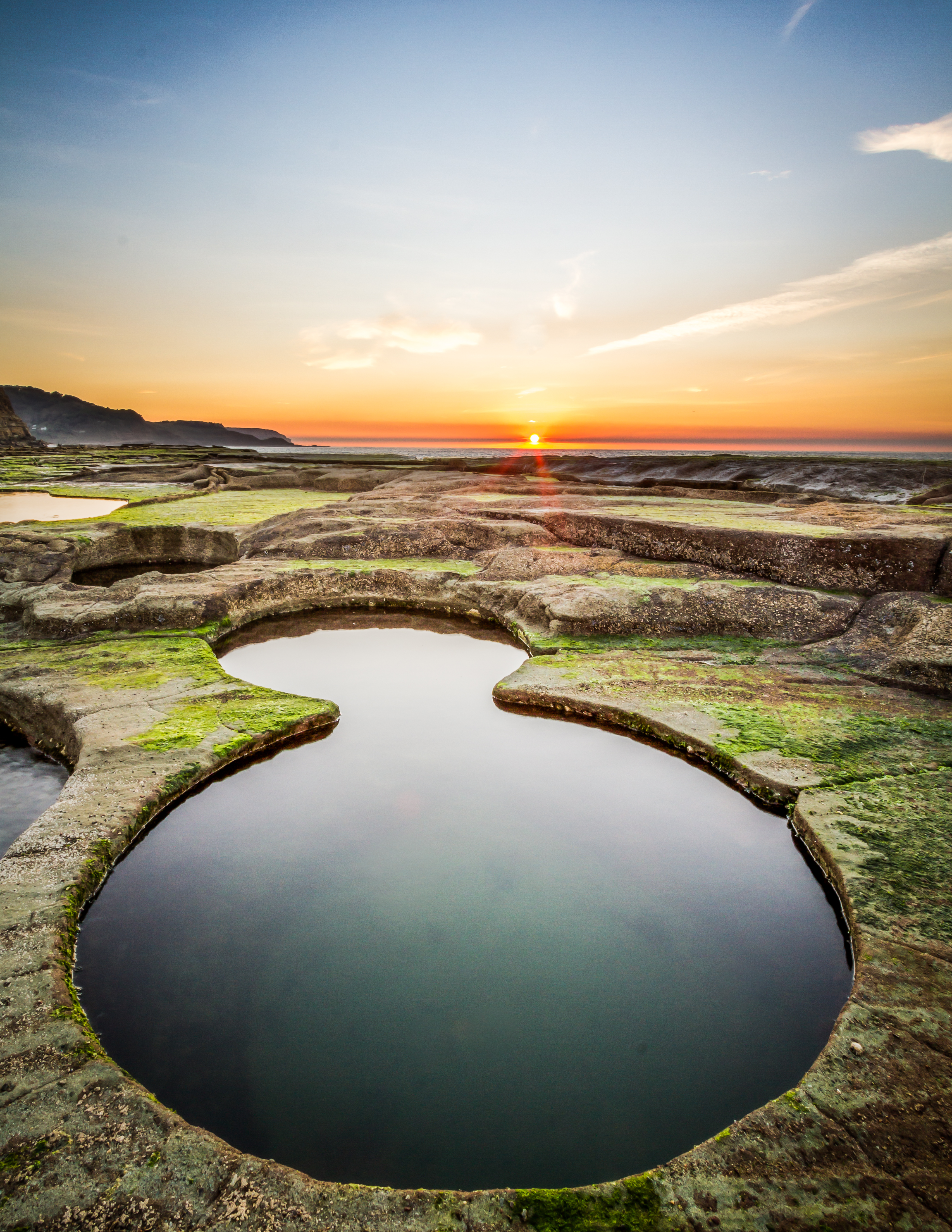
Wschód słońca nad jeziorem „Figure Eight Pools” sfotografowany podczas odpływu.

- Wedding Cake Rock – nietypowa formacja skalna utworzona z piaskowca, która swoim kwadratowym kształtem i śnieżnobiałym kolorem przypomina piętro ciasta weselnego.
- Audley – duża i w większości płaska nizina na początku jednej z większych dolin parku. Główna droga do parku z północy przechodzi przez Audley, gdzie przecina rzekę Hacking, po czym wspina się po drugiej stronie doliny, aby kontynuować dalej w głąb parku.
- Jibbon Point – najbardziej wysunięty na południe punkt portu na rzece Hacking, znany z widoków na Półwysep Sutherland. Nazwa pochodzi z aborygeńskiego języka Dharawal i oznacza „port”
- Eagle Rock – formacja skalna. Składa się z wielkiego kamienia w kształcie głowy orła oraz wielu mniejszych, wyglądających na jaja, których pilnuje ptak. Bardzo blisko skał znajduje się grupa wodospadów Curracarong, z których klifów woda spada ponad 100 metrów do oceanu.
- Garie Beach(inne języki) – popularna plaż surfingowa[8][9]. Od 1938 działa przy niej klub zrzeszający surfingowych ratowników wodnych[9].
- Figure Eight Pools – formacja dwóch jezior połączonych poprzez siły erozji wodnej na przestrzeni wielu milionów lat.